# Viande de yack

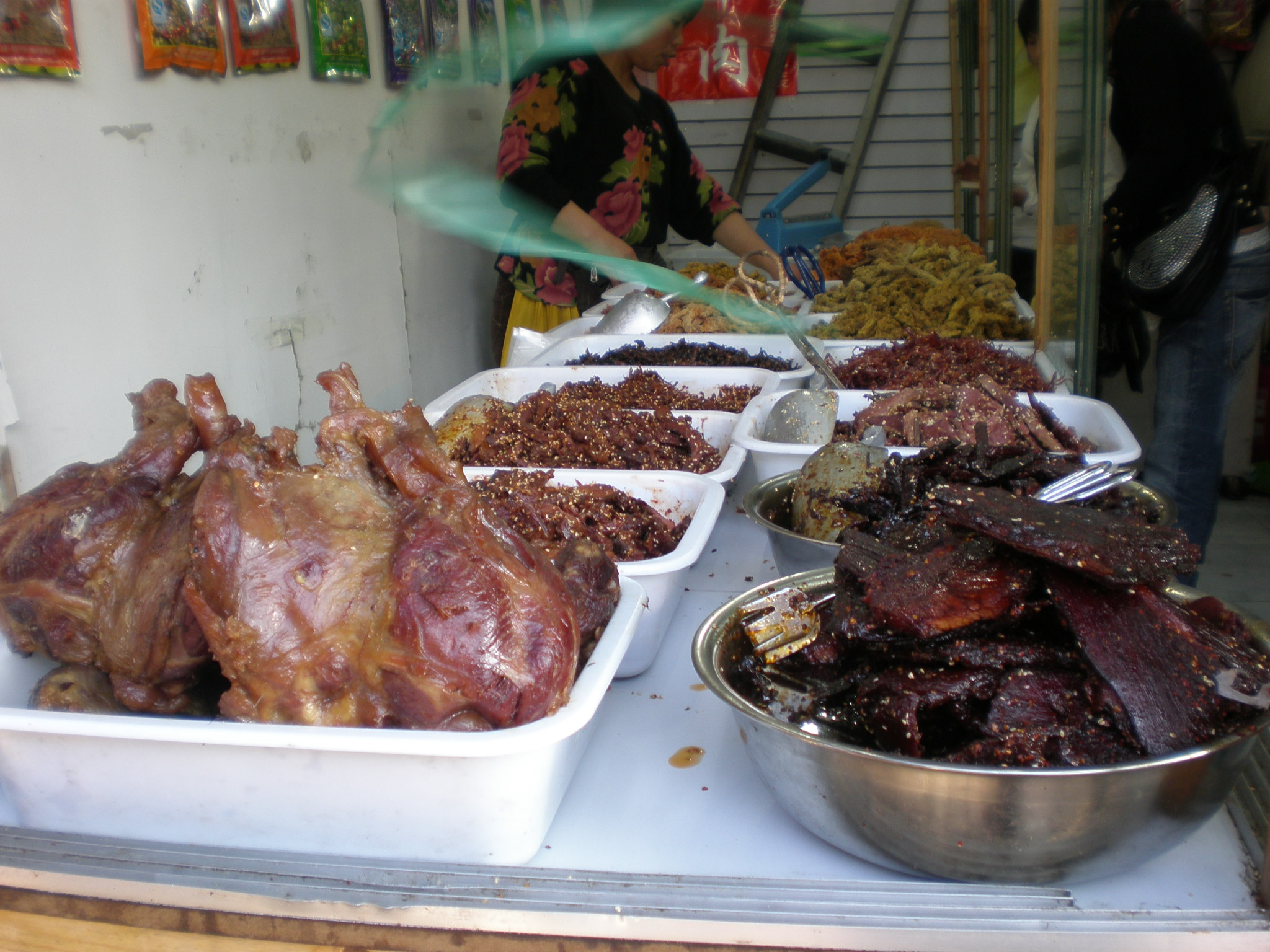
Viandes de yack séchées vendues dans un magasin de la vieille ville de Lijiang, au Yunnan, en Chine.

La viande de yack est une viande issue du Yack (Bos grunniens). Elle est consommée notamment en Chine (qui comprend 94,5 % du cheptel mondial), en Mongolie et en Asie du Sud. Ayant en comparaison avec le bœuf, le porc et l'agneau un taux considérablement inférieur en méthionine mais supérieur en acide glutamique, cette viande est un aliment de base en protéines animales dans ces régions.